# Stanley Brodsky
Stanley Jerome Brodsky (* 9. Januar 1940 in Saint Paul) ist ein US-amerikanischer theoretischer Physiker.

## Leben
Brodsky studierte Physik an der University of Minnesota, wo er 1961 seinen Bachelor-Abschluss machte und 1964 bei Donald Yennie promoviert wurde. Danach forschte er als Postdoc an der Columbia University bei Tsung-Dao Lee und ab 1966 am Stanford Linear Accelerator Center (SLAC) der Stanford University unter Leitung von Sidney Drell. Ab 1968 war er dort permanentes Mitglied der Theorieabteilung, ab 1975 Associate Professor und ab 1976 Professor und Leiter der Theorie-Gruppe am SLAC von 1996 bis 2002. Er war u. a. Gastwissenschaftler am Institute for Advanced Study (1982) und Sackler-Lecturer an der Universität Tel Aviv (2006) sowie Gastprofessor u. a. an der Cornell University, der Universität Cambridge, der University of California, Santa Barbara, dem College of William and Mary (2003) und dem Weizmann-Institut (1978, 1983, 1994). Ab 1989 ist er auswärtiges wissenschaftliches Mitglied am Max-Planck-Institut für Kernphysik in Heidelberg. Ab 2004 war er Mitglied des wissenschaftlichen Beratungskomitees an der Gesellschaft für Schwerionenforschung (GSI) in Darmstadt, des Lawrence Berkeley National Laboratory und 2003 bis 2006 an dem des Brookhaven National Laboratory.
Brodsky beschäftigt sich mit Hochenergiephysik und Kernphysik Aspekten der Quantenchromodynamik (QCD), speziell unter Anwendung des Lichtfrontformalismus (einer ursprünglich von Paul Dirac stammenden Quantisierungsmethode in einem Raumzeit-Koordinatensystem bei sehr hohen Geschwindigkeiten) auf exklusive Hochenergie-Streuprozesse an Hadronen („hard exclusive processes“). 1979 entwickelte er mit Peter Lepage daraus eine Begründung für die „dimensional counting rules“, die er mit Glennys Farrar zuvor 1973 gefunden hatte. Diese Theorien gaben eine quantitative Untermauerung des Partonen-Bildes. Brodsky untersuchte auch neuartige Phänomene in störungstheoretischer und nichtstörungstheoretischer QCD wie Farb-Transparenz (color transparency) und entwickelte mit H. Pauli die diskretisierte Lichtfront-Quantisierungsmethode (discretized light cone quantization, DLCQ) als numerische Methode der Behandlung von Hochenergie-Phänomen der QCD. Weitere Arbeitsfelder Brodskys sind Berechnungen zu Präzisionstests der Quantenelektrodynamik (QED) und ab  den 1990er Jahren AdS/CFT Anwendungen in der QCD.
1987 erhielt er einen Preis der Alexander von Humboldt-Stiftung (Senior United States Distinguished Science Award). 2007 erhielt er den Sakurai-Preis. Für 2015 wurde ihm der Pomerantschuk-Preis zugesprochen. 2003 wurde er Distinguished Fellow des Thomas Jefferson National Accelerator Laboratory. Er ist Mitherausgeber von Nuclear Physics B und von Nuclear Physics B Proceedings Supplements.

## Schriften (Auswahl)
- S. Brodsky: Light cone quantized QCD and novel hadron phenomenologies. 1997, arxiv:hep-ph/9710288.
- S. Brodsky: Gauge theories on the light front. In: Braz. J. Phys. Band 34, 2004, S. 157–165, doi:10.1590/S0103-97332004000200003, arxiv:hep-th/0302121.
- S. Brodsky, H.-C. Pauli, S. Pinsky: QCD and other field theories on the light cone. In: Physics Reports. Band 301, 1998, S. 299–486, doi:10.1016/S0370-1573(97)00089-6, arxiv:hep-ph/9705477.